# Кара-Беллык
Кара-Беллык — деревня в Краснотуранском районе Красноярского края в составе Кортузского сельсовета.

## География
Находится на севере района примерно в 29 километрах по прямой на север от районного центра села Краснотуранск.

## Климат
Климат резко — континентальный с холодной зимой и жарким летом, суровый, с большими годовыми и суточными амплитудами температуры. Максимальная высота снежного покрова 46 см. Среднемесячная температура января колеблется от −23,5 ºС до −21,0 ºС, июля от +19,8 ºС до +18,8 ºС. Среднегодовая температура составляет −0,6 ºС ÷ −1,6 ºС. Годовая сумма осадков составляет 389 мм, причем большая её часть выпадает в теплый период года (82 % от годовой суммы).

## История
Деревня основана в 1897 году переселенцами из Витебской губернии. В 1898 году числилось уже 1096 человек. В 1917 году появилась церковь.

## Население
Постоянное население составляло 175 человек в 2002 году (98 % русские), 112 в 2010.